# Stade de l'amitié de Kamsar
Le Stade de l'amitié de Kamsar, est un stade polyvalent situé à Kamsar, en république de Guinée.

## Caractéristiques
Il est utilisé principalement pour les matchs de football, qui voient s'affronter les clubs suivants: Club industriel de Kamsar, le Wakriya FC et l'ASM de Sangarédi pour le compte du Championnat National de Guinée. Le stade a une capacité de plus de 15 000 spectateurs et il a accueilli un match international entre la Guinée et le Maroc en 1990.

## Rénovation
Le stade de l'amitié de Kamsar a été rénové par la Compagnie des bauxites de Guinée. La rénovation a consisté en des travaux sur la couverture des vestiaires, l'aménagement de la pelouse synthétique, la peinture des tribunes, des vestiaires modernes, des tribunes couvertes et non couvertes, un bureau des arbitres, des toilettes modernes, le tout alimenté en eau et en électricité,. L'inauguration a été présidé par le ministre de la jeunesse et des sports Béa Diallo. 

## Galeries

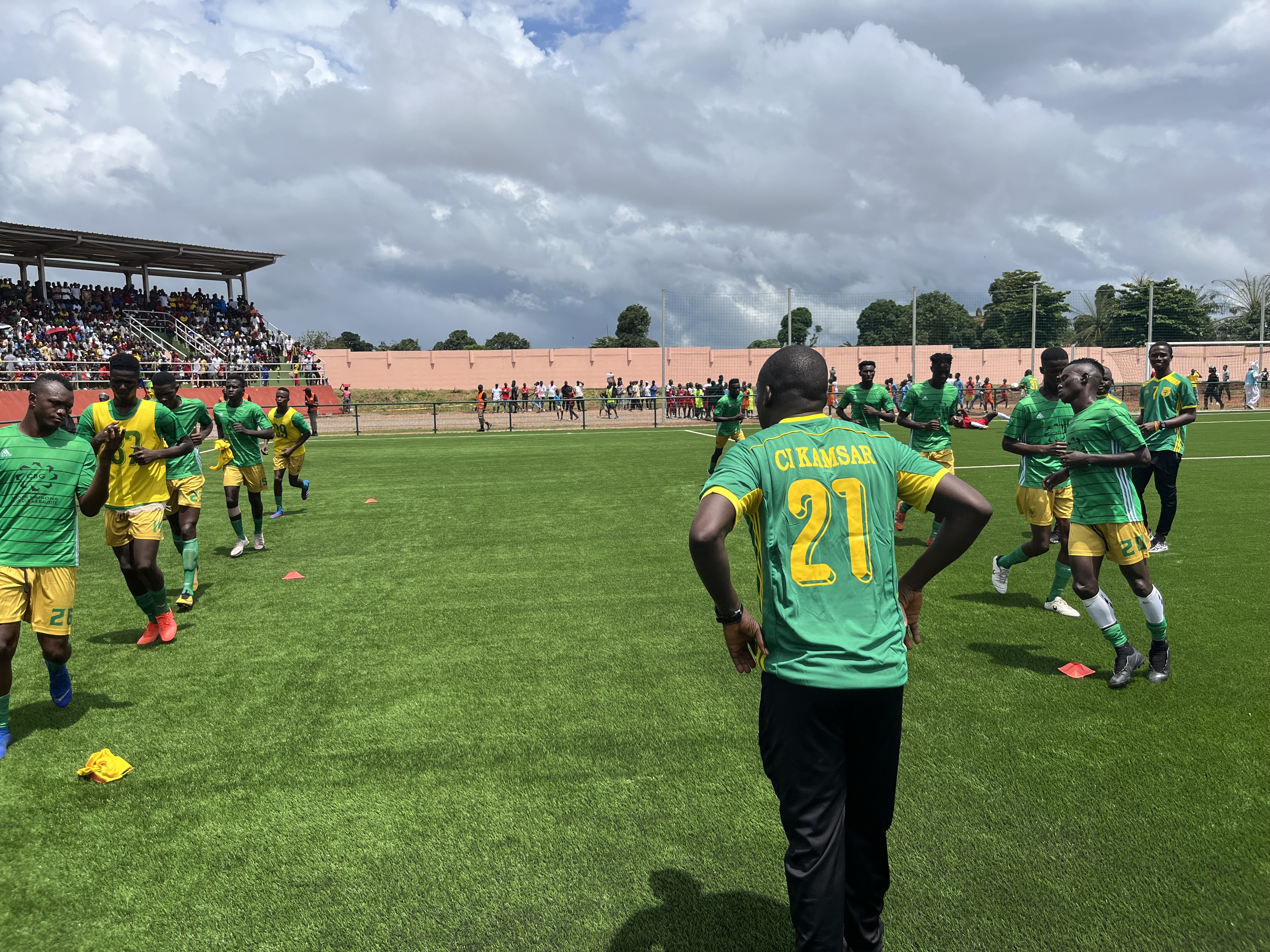
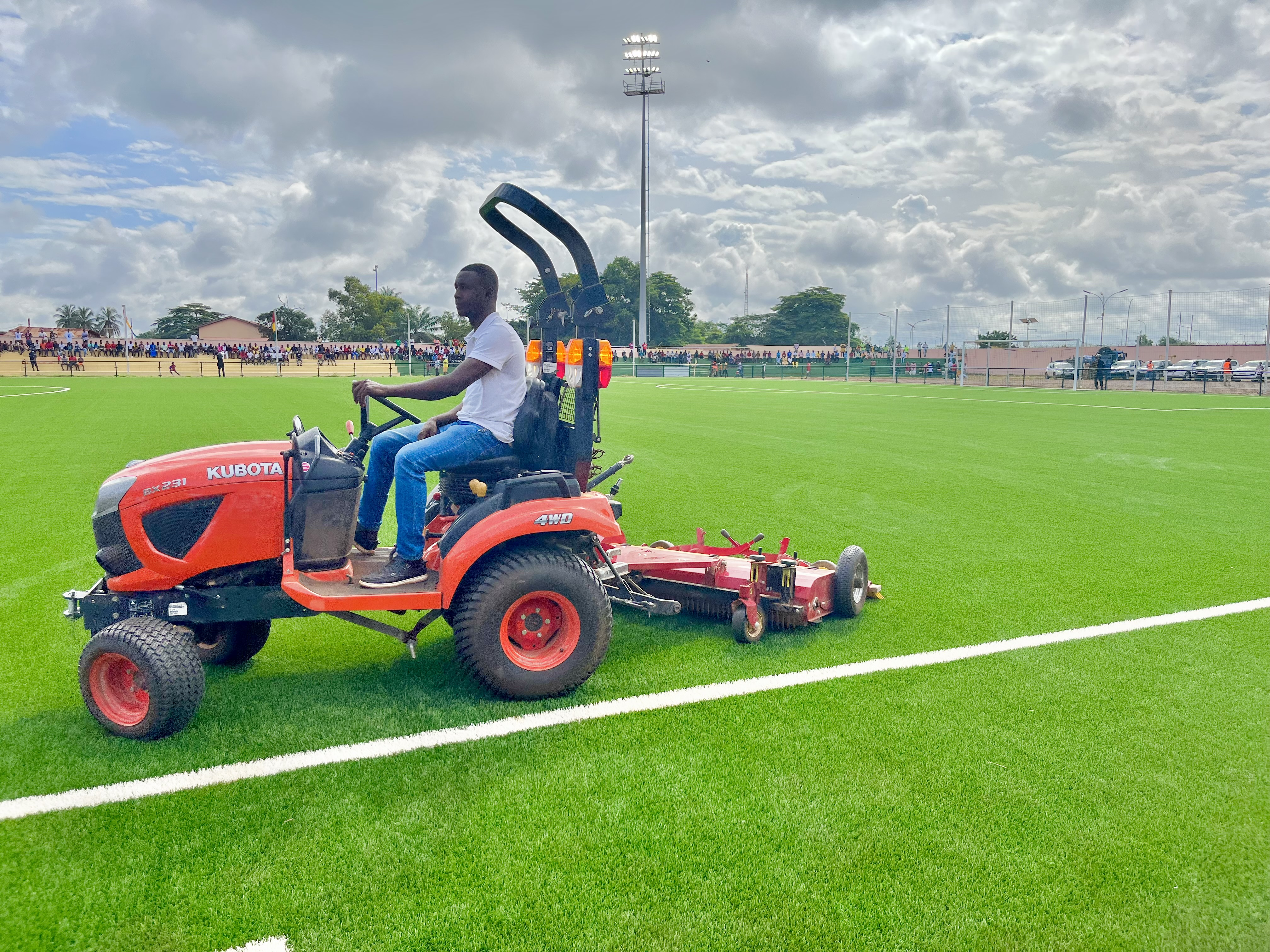
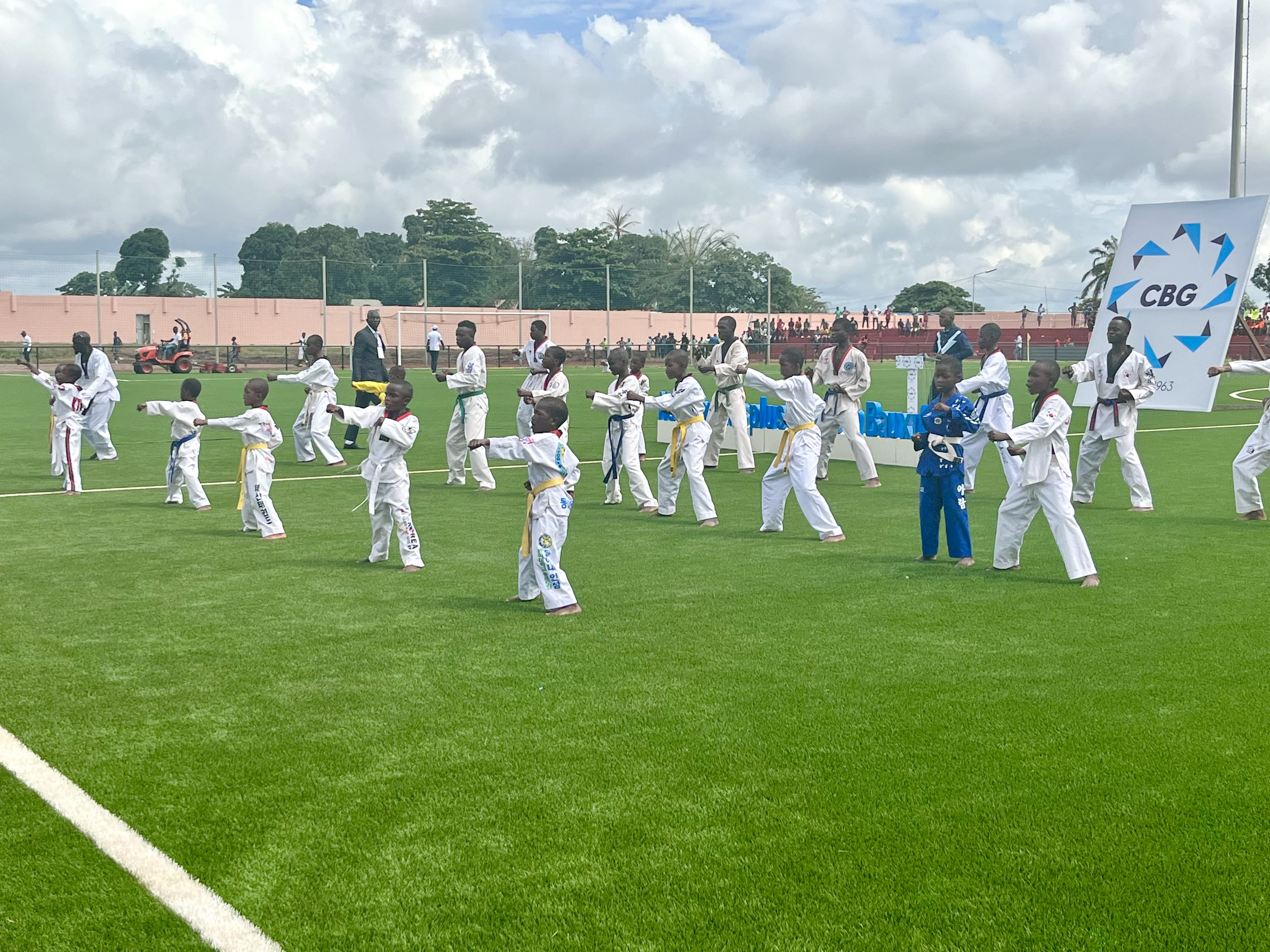
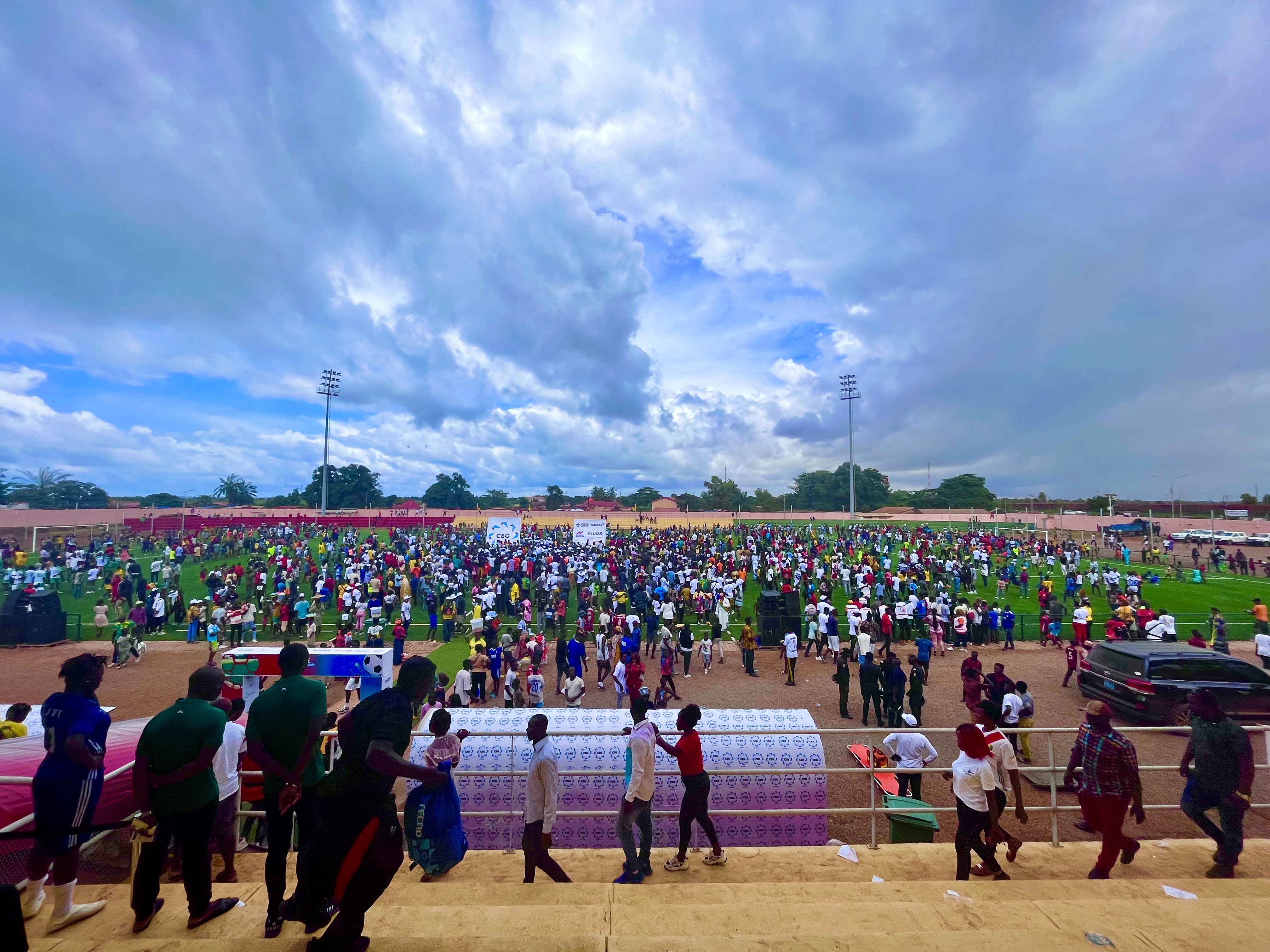